# 穴/HOLES
『穴/HOLES』（原題: Holes）は、2003年にアメリカ合衆国で公開された、アンドリュー・デイヴィス監督によるコメディ・ドラマ冒険映画である。1998年のルイス・サッカーの小説『穴』を元にしている。ルイス・サッカーは、この映画の脚本も担当している。主人公のスタンリー・イェルナッツはシャイア・ラブーフが演じた。
日本では劇場公開されず、ビデオスルーとなった。

## キャスト
| 役名                         | 俳優                         | 日本語吹替                                                            |
| ---------------------------- | ---------------------------- | --------------------------------------------------------------------- |
| 所長                         | シガニー・ウィーバー         | 山像かおり                                                            |
| ミスター・サー               | ジョン・ヴォイト             | 堀勝之祐                                                              |
| ケイト・バーロウ             | パトリシア・アークエット     | 松本梨香                                                              |
| ドクター・ペンダンスキー     | ティム・ブレイク・ネルソン   | 岩崎ひろし                                                            |
| スタンリー・イエルナッツ４世 | シャイア・ラブーフ           | 林勇                                                                  |
| お父さん                     | ヘンリー・ウィンクラー       | 仲野裕                                                                |
| お母さん                     | シオバン・ファロン・ホーガン | 西宏子                                                                |
| おじいさん                   | ネイザン・デイヴィス         | 石井隆夫                                                              |
| ゼロ                         | クレオ・トーマス             | 村上想太                                                              |
| 脇の下                       | バイロン・コットン           | 高木渉                                                                |
| ジグザグ                     | マックス・カッシュ           | 浪川大輔                                                              |
| イカ                         | ジェイク・Ｍ・スミス         | 鈴村健一                                                              |
| 磁石                         | ゲル・カストロ               | 山口隆行                                                              |
| サム                         | デュール・ヒール             | 中村大樹                                                              |
| 追加の声                     | -                            | 五十嵐麗 高瀬右光 内田直哉 楠大典 紗川じゅん 細野雅世 新垣樽助 黒飛拓 |

## スタッフ

### 日本語版制作スタッフ
- 演出：高桑一
- 翻訳：石原千麻
- 録音・調整：伊藤恭介
- 録音制作：ケイエスエス
- 制作監修：山本千絵子
- 日本語版制作：DISNEY CHARACTER VOICES INTERNATIONAL, INC.

## 評価
レビュー・アグリゲーターのRotten Tomatoesでは138件のレビューで支持率は78%、平均点は7.00/10となった。Metacriticでは28件のレビューを基に加重平均値が71/100となった。